# エールフランス296便事故
エールフランス296便事故は、1988年6月26日、エールフランスのエアバスA320が、航空ショーの一環としてフランスのミュルーズ＝アプサイム空港、（英語版）（ICAO空港コード：LFGB）を飛行中、空港脇の森に墜落した航空事故である。
この事故はA320型機の最初の墜落事故だった。数千人の観客の前で起こった事故の大部分は、ショーを撮影するために集まっていたTVクルーによってビデオに収められており、墜落に至るまでの鮮明で詳細な映像記録が残るという、航空事故の中では極めて珍しいケースとなった。
このフライトはA320の最初の旅客フライトというばかりではなく、民間でのフライバイワイヤ航空機の初デモンストレーションでもあった。予定では高度100フィート（約33 m）で、 降着装置を出した状態での低速飛行が披露されるはずだった。しかし、飛行機は30フィート（約9 m）で森の梢を掠めて飛び墜落、右翼が大破し、炎上した。 乗員6名、乗客130名のうち、移動することができなかった障害のある男児、シートベルトを外すことができなかった少女、少女を助けに戻った女性乗客の3名の死者、98名の重軽傷者を出す事故となった。
BEAの公式レポートでは、事故機はパイロットたちが有視界飛行で森を見つけられなかったため、誤って森に飛び込み墜落したものとされている。一方、 機長のミシェル・アスリーンはこの報告に異議を唱え、フライバイワイヤコンピュータが推力をコントロールする操作を妨げたと反論した。 また、墜落事故の調査員が証拠、特に航空機のフライトレコーダー（ブラックボックス）を改ざんしたとも主張している。

## 航空機
事故機のエアバスA320-100、機体記号F - GFKC、シリアル番号9は、1988年1月6日に初飛行を行い、1988年6月23日にエールフランスでの運航が開始された。

## 乗員
機長のMichel Asseline（ミシェル・アスリーン、当時44歳）は、ほぼ20年間にわたってエールフランスのパイロットを勤め、シュド・カラベル 、ボーイング707・727・737 、エアバスA300・A310での飛行経験を持ち、飛行時間は10,463時間に及ぶ非常に優れたパイロットという評価を受けていた。1979年からトレーニングキャプテンを務め、1987年末に同社のA320トレーニング部門を率いることになった。エールフランスのテクニカルパイロットとして、彼はA320タイプの飛行試験に深く関わり、通常での運用を超えた様々なテスト飛行を行ってもいた。彼は飛行機のコンピューターシステムに対し、絶対的な自信を持っていた。
副操縦士のPierre Mazières（ピエール・マジエール、当時45歳）は、1969年から同社に所属しており、訓練機長を6年間務めていた。彼はカラベル、ボーイング707と737の乗務を承認され、事故の3ヶ月前にA320の機長資格を得ていた 。 飛行時間は10,853時間であった。

## フライトプラン
この事件の当時、エールフランスには新型の航空機のうち3機しか納入されておらず、そのうちまだ2日しか運行されていない2つの機体がショーのために選択されていた。
予定では、まず記者会見のためにパリ＝シャルル・ド・ゴール空港からバーゼル＝ミュルーズ空港へ向かい、招待された乗客たちを乗せた後、航空ショーが行われるミュルーズ＝アプサイム空港へ移動。 パフォーマンスとして滑走路02を高度100フィートで水平飛行し、着陸復行を披露。その後、モンブランへの観光周遊を行い、パリに戻ることになっていた。
エールフランスがフライトプランの作成を始めたのは、当日の48時間前だった。フライト前の乗員たちはそれぞれ忙しい週末を過ごしており、当日の朝になってフライトプランを受け取った。高架道路や空港について、口頭での詳細説明は行われず、またパイロットたちはミュルーズ＝アプサイム空港に不慣れだった。フライトプランはエールフランス航空航空局と航空安全部によって承認され、航空管制とバーゼルタワーが確認していた。

## 事故の概要
機長はパフォーマンスのため、着陸ギアを降ろしフラップを3にして、100フィート（約30m）での水平飛行に入った。 機長はこのとき、最小飛行速度に減速するため、機体を最大仰角にした。これはアルファマックスと呼ばれる、通常最も低速かつ失速しない飛行法であり、機長は「20回もやってきたことさ」とクルーに発言するなど自信を持っていた。
A320には機体の失速を防ぐ「alpha floor（アルファフロア）」モード（迎角が15°に達すると自動的にエンジン推力を増加させる機能）が搭載されていたが、機長はアルファマックスのためにこのモードをオフにし、高度の維持を副操縦士に任せていた。
ミュルーズ＝アプサイム空港は小さすぎて航空機のフライトコンピューターに載せることができなかったため、 視覚的なアプローチが必要だったが、乗員たちは事前準備の不足から空港を見つけるのに手間取った。彼らは空港まで6マイル（11 km）の距離において2,000フィート（610 m）からの降下を始めたが、これらの数値は高度と速度を安定させるためには高すぎ、着陸復行のためには短すぎるものだった。
さらに、機長は3,281フィート（約1,000m）の長さを持ち、舗装済である滑走路、02R上空を飛ぶつもりで調整を行っていたが、空港に近づくにつれて、観客が長さ2,100フィート（約640m）で未舗装の滑走路、34R付近に集まっていることに気付く。 このため予定していた滑走路を目前にしながら、急遽目標を変更せざるを得ず、これが高度の維持から乗員の注意を逸らせ、機体は40フィート（約12m）まで降下した。
未舗装の34Rは芝に覆われていたため、その終端から繋がる森は、高空からは芝の種類が切り替わっただけのように見えていた。 しかし低空での水平飛行に移ったとき、乗組員はそれが芝ではなく森であり、予定よりも高度が低すぎることに気付いた。 コックピットボイスレコーダーには、副操縦士の「TO/GAパワー！ゴーアラウンドトラック！」という声が記録されている。
機長は推力を最大にして上昇を試みたが、A320のコンピュータシステムは「alpha protection（アルファプロテクション）」モード（航空機が失速するのを防ぐための機能）を適用したため、昇降舵は応答しなかった。 それから5秒足らずでA320は森に突入、樹上を削るようにして飛んだことでタービンが葉や枝を吸い込み、このためチャンバー（燃焼室）が詰まり、エンジンが故障、墜落した。燃料タンクがある右主翼がこの衝撃で大破し、こぼれた燃料がまもなく発火、火災が起こった。この時点では、乗員乗客全員が生存していた。

## 脱出と避難
航空ショーのために控えていた2台の消防車が直ちに出動し、救急車が続いた。 また、地域の緊急サービスに無線通信での出動要請が行われた。
事故機に搭乗していた多くの乗客は、墜落の衝撃で前の座席に頭部を激しく打ちつけていた。航空機のシートベルトは自動車のそれとはメカニズムが異なるため、 解除に手間取る乗客もいた。
パーサー（客室乗務員長）は乗客への指示および避難誘導を行おうとしたが、機内放送の受話器は引きちぎられていた。 パーサーは続いて左側の前方ドアを開こうと試みる。しかしドアは完全には開かず、緊急避難用滑り台が機内にひっかかった形で膨らんでしまった。 パーサーは他の乗務員、および乗り合わせていた他社航空会社のゲストと協力してなんとかドアを開き、滑り台を降ろした。
機内に残っていた乗務員たちは乗客を避難させ始めたが、機外には木と枝が積み重なり、滑り台を降りた乗客たちの避難を阻んでいた。このため乗客はすぐに滑り台の下で行き詰り、一時的に脱出が中断された。
パーサーたちは枝を掃ってなんとか避難経路を確保し、機内に残っていた客室乗務員は、呼吸困難になりながらも乗客の脱出を助け続けた。一方、後部にあった別のドアは完全に開き、機体後部にいた別の客室乗務員の指示により、スムーズに脱出が進められた。
火災は座席列10と15の間の損傷した床部分を通り、機体の右側を覆っていた。パニック状態の乗客は、客室前方の脱出口に向かって殺到した。 客室中央に立っていた客室乗務員は、服が燃えていた他の乗客を助けているところだったが、 重症のやけどを負った乗客によって通路に押し込まれ、人々の波に押し流されてしまった。彼女は乗客の大部分が脱出したあと、急速に有毒の煙で満ち始めた客室に戻り、声をかけたが返答はなかった。すでに黒く濃い煙により目視は不可能となっていたため、彼女はそれ以上の確認行動をあきらめるしかなかった。
この事故で乗員・乗客計136人のうち、3人が死亡した。 そのうちの1人は、4F席に座っていた身体障害者の男の子で、彼は自力での移動ができなかった。もう一人は8C席の女の子で、彼女はシートベルトを外すことが出来なかった。彼女の兄弟が手助けしようとしたが、彼はパニックに陥った人々に押し流されてしまった。そしてもう一人、女の子を手助けしようと、脱出口から引き返した女性が 3人目の犠牲者となった。 34人の乗客が怪我や火傷のため入院を必要とした。 両パイロットは軽度の頭部外傷を負い、煙を吸い込み、またショック状態にあった。
墜落から10分後、最初の消防車が到着し直ちに消火に当たったが、樹木に阻まれて小型車以外は思うように動くことが出来なかった。A320は尾部を残して燃え尽くされた。

## 事故調査
公式調査は、フランス航空事故調査局（BEA）により、航空会社と航空機メーカーの協力を得て行われた。

### フライトレコーダー
フライトレコーダーは幸い、燃え残った尾部に取り付けられていた。 コックピットボイスレコーダー （CVR）は最初の衝撃から約1.5秒間作動していた。デジタルフライトデータレコーダー （DFDR）は約1秒間動作し続け、その後さらに2秒間無意味なデータを記録していた。 問題は尾部の手前で発生し、 最も可能性が高いのはホイールウェル領域で損傷が酷かった。
CVRは6月26日の夜にBEAで確認され、エールフランスに勤務するパイロットが調査官として加わっていた。 テープ速度は、航空機の電源の400 Hz周波数を使用して設定され、タイムトラックを含む航空管制記録と同期された。
DFDRは同じ夜にブレティニー＝シュル＝オルジュの飛行試験センターによって解析された。
12:43:44航空機は、最初は「フラップ１」で毎分300フィート（91m）で、2,000フィート（610m）から降下を開始。
12:44:14エンジン出力はフライトアイドルまで減少。 3秒後、ギアダウン。 さらに10秒後、「フラップ2」を選択。
12:44:45航空機が対気速度177ノットで500フィート（150m）下降する際に「フラップ3」が選択される。
12:45:06航空機は対気速度155ノットで200フィート（60m）に降下。
12:45:15航空機は90フィート（27m）にあり、34Rと一直線に並ぶように右への旋回（最大バンク角：30°）を開始している。
12:45:23航空機は高さ46フィート（14m）、対気速度141ノットで旋回を完了した。 この操縦の前後で、電波高度計の測定値と気圧高度計の測定値は完全に一致する。 3秒後、航空機は132ノットの対気速度で40フィート（12m）まで降下。 機長は飛行を安定させるために仰角を4度持ち上げる。 航空機は30フィート（9.1 m）で水平飛行。
12:45:30機首上げ姿勢が7°に上昇。
12:45:35機首上げ姿勢は15度、速度は122ノット。 TO/GAスイッチが押される。 4秒後、航空機は森に突入、梢を削り始める。

### 航空機とエンジン
調査官は航空機の性能にはなんら問題がなく、その重量とバランスは限界内に収まっていたこと、そして機械的または電子的システムの故障の証拠がないことを発見した。
CFM56-5エンジンは、29％N1から67％に達するのに4秒かかり、67から83％Nになるまでにさらに1秒がかかる。DFDRに記録されたエンジンパラメータおよびCVR上のエンジン音のスペクトル分析から、TOGA電力投入５秒後、Ｎ° 1エンジンのN1速度は83％であり、Ｎ°２エンジンのそれは84％であったことが判明した。 エンジン音のスペクトル分析は、0.6秒後、両方のエンジンが91％に達したことを示した（この段階で、エンジンは木の葉や枝を吸い込み始めていた）。
パイロットたちはエンジンがフルパワーのアプリケーションに応答しなかったと考えていたが、エンジンのこの応答は、認証データに準拠する正常なものであった。

## 事故原因
BEAの公式レポートによると、この事故の推定原因は次の通りである。
- 周囲の障害物より低い飛行高度。
- 最大迎角に到達するには、速度が遅すぎた。
- エンジンのアイドル時にスピードを上げたため、ゴーアラウンドパワーの適用が遅れたこと。

さらにレポートは、機体を100フィート以下にまで降下させたことが意図的な行為ではなかったとするならば、「AGL（対地高度）」に関して、パイロットたちが利用可能な視覚的および聴覚的情報を適切に把握しなかったことが、墜落を引き起こす要因となったと考えられる、と述べている。
また、以下の点を指摘した。
- すべてのデモフライトには、乗客の搭乗を禁止するべきである。
- 飛行乗務員は空港の適切な事前情報を提供され、そして情報の提供は確実に行われるべきである。
- 航空会社の手順は、高度に関する公式の規制に確実に準拠し、それが実施されているかどうか監査を受ける必要がある。

### 疑問と反論
- この事故を取り上げたTVドキュメンタリーシリーズ『メーデー!』シーズン9(日本放映版ではシーズン7)エピソード3では、フライトデータレコーダーのデータが改ざんされ、4秒間がカットされたのではないかという疑問が提示されている。
- スイスのローザンヌに本拠を置く警察法医学証拠犯罪学研究所は、フライトレコーダーがすりかえられた可能性があると主張した。

これらの疑問について、エアバスは1991年に「The A320 Habsheim Accident」を発表し、番組制作者に雇用された捜査官がフライトデータレコーダーの「無線送信」パラメータの機能についてよく理解しないまま操作を行い、録画と録音を同期させる際に誤りを犯したのが原因であると反論している。

## 関係者のその後
1997年に、アスリーン機長、マジエール副操縦士、エールフランスの2人の役員、そして航空ショーのスポンサーである飛行クラブの会長は全員、業務上過失致死で起訴され、 5人全員が有罪、うちアスリーンは禁錮6か月・執行猶予1年、マジエールは12か月の執行猶予の判決となった。
アスリーンはこれを不服とし、破毀院（最高裁判所）に控訴する意志を示したが、フランスの法律により、そのためにはまず禁錮刑を甘んじて受ける必要があった 。1998年、アスリーンの控訴は却下され、彼の刑期は10か月の禁錮刑と10か月の執行猶予に変更された。
事故原因の判定と裁判の判決に納得できなかったアスリーンは、後に"Le pilote est-il coupable?"（邦題：花上克己訳、「エアバスA320は、なぜ墜ちたか―パイロットのせいか、飛行機のせいか」、講談社刊）を出版し、「事故はA320の欠陥によるものであり、自身は事故の真実を隠蔽するためのスケープゴートにされた」と主張した。
エアバスA320はその後も空を飛び続け、重大事故の発生率は約8000万回のフライトあたり10回（0.0000125%）で「安全な航空機」との評価を得た。またフライバイワイヤーシステムは次世代の有効なシステムとして採用され、運用され続けている。

## 備考
- 同日開催されていた航空ショーはかなり大規模なものであったため、墜落の瞬間を取材中のテレビクルーに撮影され、事故の模様は全世界に配信された。
- 事故機のF-GFKC号機は本事故の3日前の6月23日に引渡しを受けたばかりで、飛行時間22時間、離着陸回数18回、A320ファミリーで最も短命の機体となった。

## 映像化
- メーデー!:航空機事故の真実と真相 第7シーズン第3話「PILOT vs PLANE」